# Historias de Protegidos
Historias de protegidos es una miniserie española de antología, ciencia ficción y drama, producida por Buendía Estudios y Boomerang TV para Atresplayer Premium. Es una serie derivada de Los protegidos: El regreso, estrenada en Atresplayer Premium en 2021, que a su vez es una serie secuela de Los protegidos, emitida en Antena 3 entre 2010 y 2012.
Todos los actores de El regreso—Ana Fernández, Luis Fernández "Perla", Antonio Garrido, Mario Marzo, Daniel Avilés, Maggie García, Cosette Silguero, Javier Mendo, Gracia Olayo, Carlotta Cosials y Esmeralda Moya— repiten como sus personajes en este spin-off, que cuenta relatos cortos centrados en distintos personajes de la serie, para interconectar la primera y la segunda temporada de la serie principal.
El primer capítulo se estrenó en Atresplayer Premium el 24 de abril de 2022. Concluyó el 28 de agosto de ese año, con la emisión de su quinto capítulo.

## Reparto

### Capítulo 1
- Ana Fernández como Sandra Olaiz Benedetti
- Luis Fernández "Perla" como Ángel Izquierdo «Culebra»

### Capítulo 2
- Gracia Olayo como Rosa Ruano
- Esmeralda Moya como Claudia Ruano

### Capítulo 3
- Daniel Avilés como Carlos Montero Hornillos
- Maggie García como Lucía Expósito
- Javier Mendo como Borja Ruano

### Capítulo 4
- Mario Marzo como Lucas López Gallego
- Carlotta Cosials como Paqui

### Capítulo 5
- Antonio Garrido como Mario Montero
- Cosette Silguero como Dora Olaiz
- Mamen Duch como Directora

## Capítulos
| N.º | Título                          | Dirigido por   | Escrito por                                                                 | Fecha de lanzamiento original |
| --- | ------------------------------- | -------------- | --------------------------------------------------------------------------- | ----------------------------- |
| 1   | «Sandra y Culebra»              | Pablo Guerrero | Carlos García Miranda                                                       | 24 de abril de 2022           |
| 2   | «Rosa y Claudia»                | Pablo Guerrero | Argumento: Carlos García Miranda Guion: Carlos García Miranda y Nacho Solís | 22 de mayo de 2022            |
| 3   | «Carlitos, Lucía y Borja Ruano» | Pablo Guerrero | Argumento: Carlos García Miranda Guion: Carlos García Miranda y Nacho Solís | 26 de junio de 2022           |
| 4   | «Lucas y Paqui»                 | Daniel Romero  | Argumento: Carlos García Miranda Guion: Carlos García Miranda y Nacho Solís | 17 de julio de 2022           |
| 5   | «Mario y Dora»                  | Daniel Romero  | Argumento: Carlos García Miranda Guion: Carlos García Miranda y Nacho Solís | 28 de agosto de 2022          |

## Producción y estreno
El 29 de diciembre de 2021, dieciséis días después de la renovación de Los protegidos: El regreso por una segunda temporada, Atresmedia Televisión anunció el desarrollo de una serie derivada de ésta, Historias de Protegidos, para Atresplayer Premium. Se dijo que consistiría de varios episodios de 10 minutos que servirían de nexo entre la primera y la segunda temporada de la serie, de forma parecida a Élite: historias breves, el spin-off de Élite.
El 23 de marzo de 2022, el cartel oficial de la serie fue desvelado. El 12 de abril de 2022, se confirmó que la serie consistiría de cinco episodios y que el primero de ellos estaría protagonizado por los personajes de Sandra y Culebra. También salieron las primeras promociones y la fecha de estreno de la serie, el cual tendría lugar el 24 de abril de 2022.